# Ceratocapsus sericus
Ceratocapsus sericus är en insektsart som beskrevs av Knight 1923. Ceratocapsus sericus ingår i släktet Ceratocapsus och familjen ängsskinnbaggar. Inga underarter finns listade i Catalogue of Life.